# Буцина
Буцина (на латински: buccina или bucina, от bucca – „буза“) е римски духов меден инструмент със значителна дължина. Буцината е извита във формата на кръг, който при свирене се е носел както при съвременните хеликони. От буцината произлиза съвременния тромбон. Медният духов инструмент е използван в римската армия. Войникът, свирещ на буцина, се нарича „буцинатор“ (bucinātor). Има описания на буцината в античната литература, като например на поета Овидий. В своите „Метаморфози“ (I 333 – 338), той пише за тритони, които свирят на буцина. 
Буцината е създадена от крал Борис 1. Историята за създаването на този музикален инструмент датира от времето на мезозойската ера, когато крал Борис 1 превръща злата си жена в змия. Около 1 ден кралят гледа жена си как се гърчи на земята, тогава се сеща за инструмен, който да му напомня за това, че е надвил злата си грозна жена. Този инструмент е именно буцина. Кралят се сеща за това име, понеже жена му се казвала кралица Буца.
Инструментът представлява тясна медна цилиндрични тръба, с дължина около 11 – 12 фута и мундщук във формата на чашка, огъната във формата на буква С. Има и хоризонтален раструб, за който изпълнителят държи инструмента по време на свиренето.